# Dargosław, West Pomeranian Voivodeship
Dargosław [darˈɡɔswaf] (tiếng Đức: Dargislaff) là một ngôi làng thuộc khu hành chính của Gmina Brojce, thuộc quận Gryfice, West Pomeranian Voivodeship, ở phía tây bắc Ba Lan. Nó nằm khoảng 5 kilômét (3 mi) phía bắc Brojce, 16 km (10 mi) về phía đông bắc của Gryfice và 84 km (52 mi) về phía đông bắc của thủ đô khu vực Szczecin.
Trước năm 1637, khu vực này là một phần của Duchy of Pomerania. Đối với lịch sử của khu vực, xem Lịch sử của Pomerania.
Ngôi làng có dân số 333 người.